# Hullambi, Kalghatgi
Hullambi là một làng thuộc tehsil Kalghatgi, huyện Dharwad, bang Karnataka, Ấn Độ.